# Шум і лють
«Шум і лють» також відомий українською як «Галас і шаленство» (англ. The Sound and the Fury) — magnum opus американського письменника Вільяма Фолкнера, що належить до літературного напряму «південна ґотика». Виданий у 1929 році, роман не одразу завоював прихильність читачів. Лише через два роки на хвилі читацької уваги до роману «Святилище», «Галас і шаленство» здобуває комерційний успіх та схвальні відгуки критиків. У романі автор використовує принцип «подвійного бачення» для розкриття однієї і тієї ж проблеми й потік свідомості, започаткований Марселем Прустом та Вірджинією Вульф.
Номер 5 у Рейтингу 100 найкращих книг усіх часів журналу Ньюсвік

## Походження назви твору
Назва роману та деякі його символи-лейтмотиви (тінь, свічка та ін.) відсилають нас до монологу Макбета з дії 5, сцени 5 однойменної трагедії Вільяма Шекспіра (в українському перекладі Бориса Тена репліку «The sound and fury», перекладено як «гучність і безглуздя»; в перекладі Панька Куліша ця репліка перекладена як «гучність та ярливість») Крім того, фраза «told by an idiot» (укр. «розказана дурнем») проводить паралель з Бенджі, одним з оповідачів Компсонівської історії, що страждає на вроджений аутизм.
| Англійська версія | Переклад українською Бориса Тена | Переклад українською Панька Куліша |
| --- | --- | --- |
| «Tomorrow and tomorrow and tomorrow, Creeps in this petty pace from day to day To the last syllable of recorded time, And all our yesterdays have lighted fools The way to dusty death. Out, out, brief candle! Life's but a walking shadow, a poor player That struts and frets his hour upon the stage And then is heard no more: it is a tale Told by an idiot, full of sound and fury, Signifying nothing.» (Act 5, scene 5) | "Завтра, завтра, завтра... А дні дрібними кроками повзуть Аж до останньої життя сторінки. Всі «вчора» лиш освітлювали шлях До тліну смерті. Гасни ж, куца свічко! Життя — рухлива тінь, актор на сцені. Пограв, побігав, погаласував Свою часину — та й пропав. Воно — Це дурня казка, вся зі слів гучних І геть безглузда." (Дія 5, сцена 5) | Все завтра, і знов завтра, завтра лізе Що-дня собі тихенько-поволеньки Аж до останньої силляби часу. І наші всі «учора» присвітили Дороку дурням до дурної смерти. Гори ж, гори, недогарку, догорюй! Що жизнь? се тінь, що йде-проходить мимо, Комедиянт убогий, що вертить ся Та величається ся свій час на сцені, А там його й не чути. Мов та казка. Що каже безумень, — гучна, ярлива І непотрібна ні до чого. (Дія 5, сцена 5) |

## Сюжет роману
Роман поділений на 4 частини і кожна з них, взята окремо, є «невдалою», за словами автора, спробою розповісти одну і ту ж історію в чотирьох різних площинах. Бенджі, Квентін, Джейсон і «я сам» — таку систему координат письменник вибирає для того, щоб висвітлити історію Компсонів перед собою і читачем. Композиція роману є простою і складною водночас. Кожна з частин має свого оповідача, а четверта частина часто іменується «історією Ділсі», тому що фігура стороннього оповідача супроводжує саме стару служницю.

Зміна оповідачів в романі може бути уподібнена зміні трьох типів та вікових стадій свідомості: дитячого та чуттєвого (Бенджі), підліткового та розколотого (Квентін), дорослого та прагматичного (Джейсон), яким протиставляється широке та об'єктивне бачення автора-спостерігача, здатне відтворити жертовний стоїцизм та наївну релігійність негритянки Ділсі.

### Частина 1: 7 квітня, 1928
Перша частина роману розповідається Бенджаміном «Бенджі» Компсоном, який страждає на вроджений аутизм. В одному із своїх пізніх інтерв'ю Фолкнер, пояснюючи чому він вибрав оповідачем аутиста Бенджі, сказав, що його привабила ідея абсолютної «сліпої і зосередженої на собі невинності дитини», якою може володіти лише людина з ментальними вадами — «людина, яка знає що відбувається, але не розуміє чому».

Викладення подій Бенджаміном характеризується непослідовністю та охоплює часовий проміжок 1898—1928 років. Розповідь Бенджі компілює події з різних часів та використовує принцип потоку свідомості. Слова оповідача, що не розуміє причинно-наслідкових та часових зв'язків між явищами, виступають як приклад простих фізичних відчуттів, які за аналогією викликають в його пам'яті образи подій, що їм передують. Розпізнавальними знаками хронології подій у першій частині слугують імена «няньок» Бенджі: Верш (дитинство), Ті Пі (підлітковий вік) та Ластер (дорослість).

### Частина 2: 2 червня, 1910
Друга частина твору є викладеною Квентіном Компсоном, меланхолійним студентом-першокурсником Гарварду. Оповідь ведеться в формі монологу, наповненим роздумами про смерть та відчуження від сім'ї сестри Кедді. Так як і перша, друга частина викладена непослідовно, проте з явним розмежуванням спогадів та теперішнього життя Квентіна в Кембріджі. Фолкнер повністю ігнорує правила граматики, пунктуації та правопису, використовуючи замість цього хаотичні набори слів, фраз та речень, без вказівки на те, де закінчується одне і починається інше. Цей безлад повинен підкреслити депресію Квентіна та стан його розуму, що весь час погіршується.

### Частина 3: 6 квітня, 1928
Розповідь третьої частини ведеться від імені Джейсона Компсона, улюбленого сина своєї матері та фінансової опори всієї сім'ї. Історія Джейсона найбільш прямолінійна та відображає його нехитре бажання добитись матеріального достатку. Основну увагу читача привертає протистояння Джейсона та його племінниці Квентіни, безжального цинізму та нерозважливої пристрасті. Ця частина книги дає найповнішу картину внутрішнього укладу сімейства Компсонів.

### Частина 4: 8 квітня, 1928
Це єдина частина роману, що ведеться не від першої особи, а від стороннього спостерігача та є сфокусованою на служниці-негритянці Ділсі та на її наївній турботі і бажанні врятувати душу Бенджі. Конфлікт Джейсона та Квентіни досягає свого апогею, висвітлюючи при цьому недоречно вибухові та мстиві риси характеру першого. Кінець роману наголошує на невідворотному пристосуванні кожного з героїв та його системи цінностей до існування в цьому неідеальному світі. Погляд Бенджі знову став «порожнім та світлим», а світ, що його оточує «стовпи і дерева, вікна, двері та вивіски — все на своїх призначених місцях».

## Характерні особливості роману
«Галас і шаленство» можна назвати «романом без героя», хоча багато дослідників наголошують на ключовій ролі Кедді в сюжеті роману. Цей хід втілений автором досить нетривіально: ми кожного разу бачимо героїню лише мигцем і завжди опосередковано. Кедді говорить і діє виключно в пам'яті своїх братів; вона — тінь минулого, майже абстрактна величина, яка при цьому визначає характер теперішнього і весь хід розповіді. Її «теперішнім» втіленням в романі є Квент́іна, яка одночасно є моральним двійником Кв́ентіна (в оригіналі їхні імена абсолютно ідентичні&Mbps;— Quentin). Квентіна, дочка Кедді й невідомого батька, може сприйматись як і «дочка» Квентіна. Один із нав'язливих мотивів другої частини роману — мотив інцесту («Батьку я здійснив кровозмішення Це я Я а не Долтон Еймс»).

Ще один засіб, за допомогою якого між окремими фрагментами роману встановлюються паралелі — повторення імен персонажів роману. Крім пари Квентін/Квентіна, в романі два Джейсони Компсони — батько та син, і два Морі: дядько Морі і Бенджі, який отримав своє друге ім'я у віці 5 років. Віра в те, що ім'я людини грає визначальну роль в його житті, властива персонажам твору, а паралелі між їхніми долями наштовхують читача на думку, що імена в романі не випадкові.

## Хронологічний порядок подій в романі
При читанні роману основні труднощі викликають часові зсуви в першій і другій частині (переходи від одного часового плану до іншого супроводжуються в тексті курсивом). Саме тому в додатку до коментарів книжки часом йдуть хронологічні таблиці, що допомагають читачеві розібратись в подіях та датах. Однак, як справедливо помітив Жан-Поль Сартр, коли читач піддається спокусі відновити для себе хронологію подій («У Джейсона і Керолайн Компсонів було троє синів і дочка. Дочка, Кедді, зійшлась з Долтоном Еймсом, завагітніла від нього і була вимушена терміново шукати чоловіка…»), він негайно «помічає, що розказує зовсім іншу історію». Тому до таблиць слід вдаватись лише з крайньою обережністю, щоб не зруйнувати ефект «повного занурення» в текст, на який розрахована поетика Фолкнера.

### Хронологічна таблиця до першої частини роману
| Події                                                        | Дата               |
| ------------------------------------------------------------ | ------------------ |
| Смерть бабусі                                                | 1898               |
| Зміна імені Бенджі                                           | 1900               |
| Паттерсон перехоплює записку до його дружини від дядька Морі | ?                  |
| Кедді вперше користується парфумами                          | 1905-1906          |
| Кедді в гамаку                                               | 1906-1907          |
| Бенджі 13 років; його вкладають спати самого                 | 1908               |
| Кедді втрачає цноту                                          | 1909 (кінець літа) |
| Весілля Кедді                                                | 24.04.1910         |
| Бенджі коло воріт                                            | травень 1910       |
| Бенджі нападає на школярку і піддається кастрації            | ?                  |
| Смерть містера Компсона                                      | 1912               |
| Поїздка на цвинтар                                           | ?                  |
| Смерть Роскуса                                               | ?                  |
| Теперішнє                                                    | 07.04.1928         |

### Хронологічна таблиця до другої частини роману
| Події                                          | Дата               |
| ---------------------------------------------- | ------------------ |
| Смерть бабусі                                  | 1898               |
| Зміна імені Бенджі                             | 1900               |
| Сцена з Наталі                                 | ?                  |
| Кедді цілується з хлопцем                      | 1906-1907          |
| Кедді втрачає цноту; зустріч з Долтоном Еймсом | 1909 (кінець літа) |
| Оголошення весілля                             | 1910               |
| Квентін знайомиться з Гербертом Хедом          | 22.04.1910         |
| Розмова з Кедді напередодні весілля            | 23.04.1910         |
| Весілля                                        | 24.04.1910         |
| Теперішнє (самогубство Квентіна)               | 02.06.1910         |

## Екранізації роману
В 1959 році вийшов однойменний фільм режисера Мартіна Рітта за участі Юла Бріннера, Джоан Вудвард, Маргарет Лейтон та Стюарта Вітмана.

## Нагороди і премії
- 100 найкращих англомовних романів 20 сторіччя за версією видавництва Modern Library.
- Time magazine: Best 100 Novels
- Le Monde's 100 Books of the Century

## Переклади українською
- Вільям Фолкнер. «Шум і лють». Переклад з англійської: Олександр Мокровольський. Київ: Видавництво Жупанського, 2018. 344 стор. ISBN 978-966-2355-93-2